# Juin 1957

## Évènements
- États-Unis : 7 % de la population active est au chômage.
- Fin de la Campagne des Cent Fleurs en Chine.
- Le comité central roumain expulse le ministre de l'enseignement Miron Constantinescu qui avait pris des mesures libérales dans le domaine de la culture et vis-à-vis des minorités.
- La Faction « anti-parti » tente d'éliminer Khrouchtchev en URSS. Khrouchtchev sort victorieux de la crise politique et réussit à exclure Molotov, Malenkov, Kaganovitch et leurs alliés du Comité central et du présidium.
- Liban[1] :  le parti de Chamoun remporte les élections grâce à un découpage électoral qui permet d’éliminer une partie des chefs de l’opposition pro-nassériens. Un vote permettant la réélection du chef de l’État est envisagé.
- 8 juin (royaume d'Irak) : le Premier ministre Nouri Saïd démissionne. Les gouvernements suivants maintiennent une orientation pro-occidentale.
- 9 juin : à Alger, un attentat revendiqué par le FLN au casino de la Corniche fait 8 morts.
- 10 juin : 
  - Élection fédérale canadienne de 1957 : John Diefenbaker, chef du Parti progressiste-conservateur, devient premier ministre du Canada ; il demeure en poste jusqu'en 1963.
  - Arrestation de Maurice Audin.
- 11 juin : formation d'une junte patriotique au Venezuela[2].
  - Crise fiscale au Venezuela. L’État est presque en faillite. Les élites conservatrices se joignent à l’opposition pour réclamer le départ du dictateur Marcos Pérez Jiménez. Les partis d’opposition (parti communiste, AD, COPEI, IRD) décident de former une junte patriotique pour renverser le dictateur (juin). Les trois partis non communistes se mettent secrètement d’accord à New York pour exclure les communistes du pouvoir en dépit de leur participation à la résistance.
- 12 juin, France : début du gouvernement Maurice Bourgès-Maunoury jusqu'au 30 septembre.
- 13 juin : une série de crues catastrophiques affecte les cours d'eau des Alpes internes (Arc, Durance, Guil et Ubaye notamment. Le Queyras est évacué.
- 19 juin : discours de Mao : de la juste solution des contradictions au sein du peuple[3]
- 21 juin : disparition de Maurice Audin en Algérie.
- 22 juin : départ de la vingt-cinquième édition des 24 Heures du Mans.
- 23 juin : l'équipage Ron Flockhart - Ivor Bueb, sur Jaguar Type D, remporte les 24 heures du Mans, à la moyenne horaire de 183,2 km/h. Pour la première fois de l'histoire des 24 heures du Mans, les 200 km/h de moyenne sur un tour de circuit sont battus par Hawthorn, sur Ferrari, avec 203,015 km/h.
- 28 juin : l’URSS annonce le premier lancement réussi d’une fusée intercontinentale.

## Naissances
- 1er juin : 
  - Yasuhiro Yamashita, judoka japonais, champion du monde et champion olympique.
  - Gilles Benizio, humoriste et acteur français.
- 6 juin : 
  - Marc Goblet, syndicaliste et homme politique belge († 16 juin 2021).
  - Oscar Sisto, comédien, interprète et metteur en scène.
- 7 juin : Fred Vargas, femme de lettres, écrivain français
- 10 juin : Hidetsugu Aneha, architecte japonais.
- 12 juin : 
  - Geetanjali Shree, écrivaine indienne.
  - Véronique Trillet-Lenoir, oncologue et femme politique française († 9 août 2023).
- 20 juin : Louis DeJoy, homme politique américain.
- 22 juin : Meglena Kouneva, femme politique bulgare, ministre de Bulgarie.
- 23 juin : 
  - Frances McDormand, actrice américaine.
  - Jean-Luc Laurent, homme politique français († 11 janvier 2024).
- 24 juin : David Sweet, homme politique fédéral canadien.
- 25 juin : William Goh, cardinal singapourien, archevêque de Singapour.
- 26 juin : Hervé Temime, avocat pénaliste français († 10 avril 2023).
- 29 juin : Gurbanguly Berdimuhamedow, homme d'État turkmène, président du Turkménistan de 2006 à 2022.

## Décès
- 14 juin : Émile Abry, proviseur français (° 14 septembre 1880).
- 20 juin : William Rowan, ornithologue et éthologue
- 21 juin : Johannes Stark, physicien allemand, prix Nobel de physique en 1919, (° 1874).
- 27 juin : Malcolm Lowry, écrivain britannique.